# モハメド・カリール

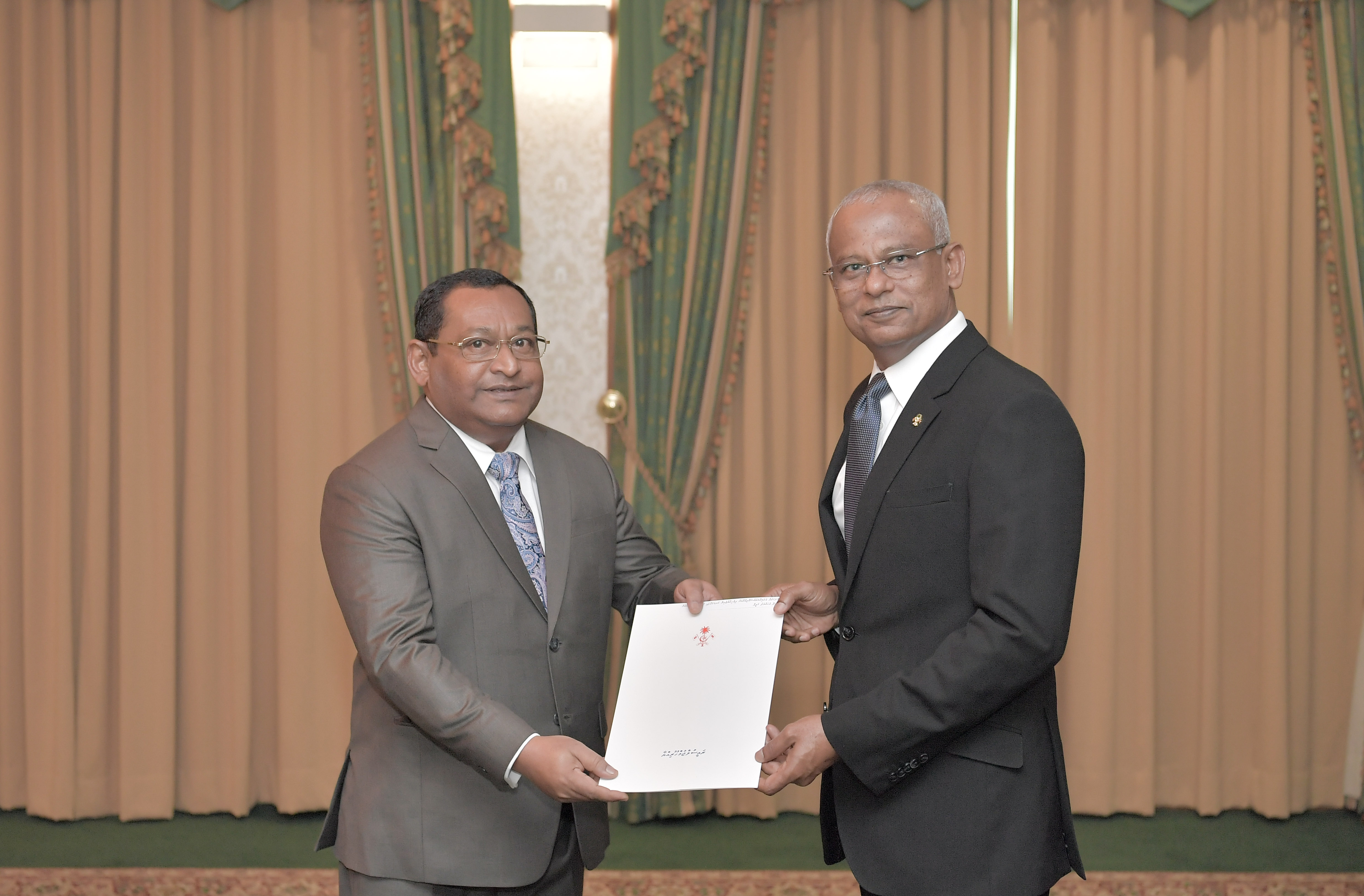
イブラヒム・モハメド・ソリ大統領（右）からサウジアラビア国王宛ての信任状を受け取るモハメド・カリール次期大使（2019年6月）

モハメド・カリール（ディベヒ語: މުޙައްމަދު ޚަލީލް、アラビア語: محمد خليل、英語: Mohamed Khaleel、1965年10月29日 - ）は、モルディブの官僚、大使、高等弁務官。マレ出身。

## 経歴
1983年、地元マレのマジーディーヤー学校で中等教育を修めた後、官僚になる。
1994年、留学先のジャワハルラール・ネルー大学で環境法学と政治学の学位を取得。1995年には、日本で環境マネジメントの研修を受けた。
2002年から2008年にかけて、モルディブ政府貿易センター (Maldivian Government Trade Centre) のシンガポール事務所局長およびモルディブ事務所次長を歴任。
2008年から2014年にかけて、在シンガポール高等弁務官（大使級）。
2019年6月16日、イブラヒム・モハメド・ソリ大統領より在サウジアラビア大使に指名される。同年10月23日、サウジアラビアのサルマーン国王に信任状を捧呈した。
2019年7月10日、非常駐の在クウェート大使および在ヨルダン大使を拝命。2021年12月5日、ヨルダンのアブドゥッラー2世国王に信任状を捧呈した。
2019年11月27日、非常駐の在オマーン大使を拝命。2021年2月18日、オマーンのハイサム国王に信任状を捧呈した。
2020年8月17日、非常駐の在バーレーン大使を拝命。2021年8月25日、バーレーンのハマド国王に信任状を捧呈した。
2021年2月15日、非常駐の初代在パレスチナ大使を拝命。